# Benalúa (Alicante)
Benalúa es un histórico barrio de la ciudad española de Alicante. Según el padrón municipal, cuenta en el año 2023 con una población de 9494 habitantes (5077 mujeres y 4417 hombres).

## Localización
Benalúa limita al norte, separado por la avenida Aguilera, con el barrio de Alipark; al este y al sur, separado por las avenidas de Oscar Esplá y Elche, con el barrio de Ensanche Diputación; y al oeste lo hace con los barrios Polígono de Babel y Gran Vía Sur. Se incluye en el distrito número 1 de la ciudad.

## Población
Según el padrón municipal de habitantes de Alicante, la evolución de la población del barrio de Benalúa en los últimos diez años, del 2012 al 2023, tiene los siguientes números:
|              | 2011 | 2012 | 2013  | 2014  | 2015  | 2016  | 2017  | 2018  | 2019  | 2020 | 2021 | 2022  | 2023   |
| ------------ | ---- | ---- | ----- | ----- | ----- | ----- | ----- | ----- | ----- | ---- | ---- | ----- | ------ |
| Población    | 9414 | 9410 | 9378  | 9318  | 9300  | 9237  | 9177  | 9257  | 9279  | 9288 | 9292 | 9250  | 9494   |
| (Diferencia) |      | (-4) | (-32) | (-60) | (-18) | (-63) | (-60) | (+80) | (+22) | (+9) | (+4) | (-42) | (+244) |

## Historia

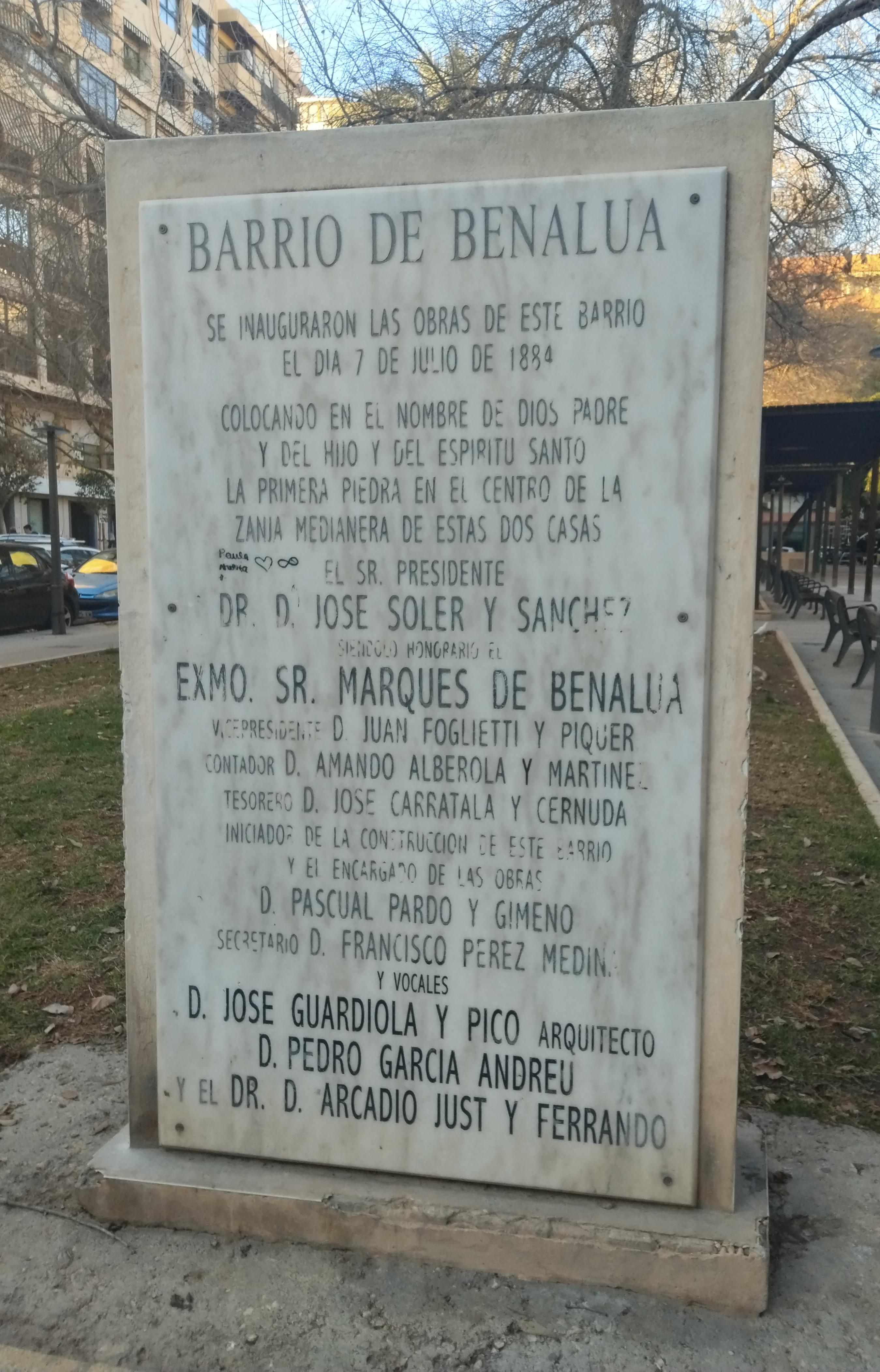
Placa fundacional del barrio de Benalúa en la plaza de Navarro Rodrigo

Este barrio nació como el proyecto de diez emprendedores alicantinos, que fundaron en 1883 la sociedad Los Diez Amigos para construirlo. Eligieron esta zona que era un terreno llano de huerta, con alguna casa rural, y frente al mar. La idea inicial era crear un núcleo de población autosuficiente con estructura de pueblo, aunque esa propuesta no llegó a realizarse completamente. Su urbanización siguió nuevos criterios higienistas, con calles amplias bien soleadas y con arbolado.
Situado al sur de la ciudad, lleva el nombre del marqués de Benalúa, José Carlos Aguilera, presidente de la sociedad mencionada. La construcción se inició en el año 1884. Las obras duraron cinco años, convirtiendo al barrio en uno de los más prósperos y modernos de la ciudad en ese momento. Sin embargo, por problemas económicos con la financiación, se construyeron 160 casas de dos alturas, menos de las 208 casas previstas, que fueron levantadas sobre terrenos cedidos por la sociedad promotora. El resultado final tenía plaza pública, mercado, teatro e iglesia. En terrenos donados también por la sociedad patrocinadora se construyó en 1885 el Cuartel del Regimiento de San Fernando y en 1887 la cárcel, actual Palacio de Justicia. En el año 1896 todo lo urbanizado se cedió al Ayuntamiento de Alicante para su gestión.
En la plaza de Navarro Rodrigo, el centro neurálgico del barrio, se conservó la placa inaugural hasta ser sustituida por una copia. Todos los integrantes de la sociedad Los Diez Amigos, excepto uno que se retiró prematuramente, tienen calle dedicada en el barrio. También, existe la calle de Los Doscientos, que era el número de socios que pretendían obtener las viviendas en propiedad. El diseño del entorno fue obra del arquitecto alicantino José Guardiola Picó. 
En aquel tiempo, el conjunto de viviendas estaba separado de la ciudad y de su centro por un barranco, pero se comunicaba con ella mediante una línea de tranvía, la primera que funcionó en Alicante. Entre 1888 y 1974 estuvo operativa la estación de Alicante-Benalúa, que servía a la línea Alicante-Murcia.
En la zona se han encontrado restos de ocupación romana y árabe desde la época republicana hasta al menos el siglo VIII, que se han vinculado con la población de Laqant.
Con el paso del tiempo, las primeras construcciones han ido desapareciendo. En los últimos años, se han realizado diferentes cambios y transformaciones en el barrio. Finalmente, se está estudiando el futuro de los últimos terrenos disponibles.

## Fiestas
Las fiestas principales del barrio son las oficiales de la ciudad de Alicante, las Hogueras de San Juan. La hoguera de Benalúa es una de las fundadoras de la fiesta del fuego, lleva plantando desde 1928 y es la que más veces ha ganado el 1º premio de las hogueras, en 17 ocasiones, una de ellas el año fundacional de 1928 y las otras 16 en la categoría especial con artistas de renombre en Alicante como Gastón Castelló, Ramón Marco, Remigio Soler y Pedro Soriano.